# Boumi-Louétsi
Boumi-Louétsi es un departamento de la provincia de Ngounié en Gabón. En octubre de 2013 presentaba una población censada de 13 223 habitantes. Su chef-lieu es Mbigou.
Se encuentra ubicado al sur del país, sobre la cuenca hidrográfica del río Ngounié, el mayor afluente del río Ogooué tras el río Ivindo. Su territorio es fronterizo por el sur con la República del Congo.

## Subdivisiones
Contiene siete subdivisiones de tercer nivel (población en 2013):
- Comuna de Mbigou (5882 habitantes)
- Cantón de Bagandou-Ngounié (205 habitantes)
- Cantón de Basse-Louétsi (1820 habitantes)
- Cantón de Douai (2456 habitantes)
- Cantón de Louétsi-Boumi (1253 habitantes)
- Cantón de Ngounié-Louétsi (413 habitantes)
- Cantón de Wano-Ivindzi (1194 habitantes)